# André Soudy
André Soudy (Beaugency, en Loiret, 25 de febrero de 1892 - Prisión de La Santé, París, 21 de abril de 1913) fue un anarquista francés. Participó de la banda ilegalista anarquista de Jules Bonnot.

## Biografía
Hijo de una familia muy pobre, deja la escuela a los 11 años para hacerse aprendiz de carnicero. De carácter levantisco e insumiso, su conflictiva adolescencia acontece en medio de fugas, latrocinios y violencia. Terminó cayendo en prisión, donde luego de permanecer un año, salió más rebelde aún que antes. Su vida tomó un vuelco definitivo con el encuentro en Romainville de otros anarquistas integrantes de la banda Bonnot.

## Actividades en la Banda Bonnot
Soudy participó en los hechos de Montgeron y Chantilly. Estuvo ubicado en el coche, armado con una carabina, encargado tirar sobre quienes fuesen eventualmente a perseguir la banda. Fue detenido el 30 de marzo de 1912.

## Condena y ejecución
Fue guillotinado por Anatole Deibler en París, en la prisión de La Santé, el 21 de abril de 1913. Sus últimas palabras fueron «¡Hace frío, hasta la vista!». Después de él fueron ejecutados Raymond Callemin alias "Raymond la Science", y de Etienne Monier llamado "Symentoff".